# Niue hívójelkörzetei
Niue jelenleg (2024) nincs felosztva hívójelkörzetekre.
Niue számára az ITU 2012-ben a E6 hívójelprefixet határozta meg.
2012 előtt a ZK2 prefixet használták.
| Prefix | Körzet | Hely/jelleg        | ITU zóna | CQ zóna | QTH lokátor |
| ------ | ------ | ------------------ | -------- | ------- | ----------- |
| E6     | [0..9] | Niue               | 62       | 32      | AH50        |
| ZK2    | [0..9] | 2012-ben kivezetve | 62       | 32      | AH50        |

## Lajstromjel
Vízi és légi járművek lajstromjelezéséhez a E6 prefixet használják.